# Чарльстон (Арканзас)
Ча́рльстон (англ. Charleston) — місто (англ. city) в окрузі Франклін, штат Арканзас, США. Населення — 2588 осіб (2020). Разом з містом Озарк є одним з двох адміністративних центрів округу Франклін.

## Географія
Чарльстон розташований на висоті 158 метрів над рівнем моря за координатами 35°17′45″ пн. ш. 94°2′42″ зх. д. / 35.29583° пн. ш. 94.04500° зх. д. (35.295746, -94.044882). За даними Бюро перепису населення США в 2010 році місто мало площу 11,36 км², з яких 11,08 км² — суходіл та 0,29 км² — водойми.

## Демографія
Згідно з переписом 2010 року в місті мешкали 2494 особи в 954 домогосподарствах у складі 658 родин. Густота населення становила 219 осіб/км². Було 1054 помешкання (93/км²).
Расовий склад населення:
| - 94,6 % — білих - 1,4 % — корінних американців - 0,9 % — чорних або афроамериканців - 0,3 % — азіатів - 0,1 % — вихідців з тихоокеанських островів |

До двох чи більше рас належало 2,1 %. Іспаномовні складали 2,3 % від усіх жителів.
За віковим діапазоном населення розподілялося таким чином: 26,0 % — особи молодші 18 років, 54,4 % — особи у віці 18—64 років, 19,6 % — особи у віці 65 років та старші. Медіана віку мешканця становила 38,8 року. На 100 осіб жіночої статі у місті припадало 87,7 чоловіків; на 100 жінок у віці від 18 років та старших — 82,6 чоловіків також старших 18 років.
Середній дохід на одне домашнє господарство становив 51 135 доларів США (медіана — 41 607), а середній дохід на одну сім'ю — 57 210 доларів (медіана — 45 772). За межею бідності перебувало 11,9 % осіб, у тому числі 14,2 % дітей у віці до 18 років та 7,6 % осіб у віці 65 років та старших.
Цивільне працевлаштоване населення становило 962 особи. Основні галузі зайнятості: освіта, охорона здоров'я та соціальна допомога — 28,9 %, виробництво — 18,4 %, роздрібна торгівля — 13,7 %.
За даними перепису населення 2000 року в Чарльстоні проживало 2965 осіб, 815 сімей, налічувалося 1201 домашнє господарство і 1315 житлових будинків. Середня густота населення становила близько 267,1 особа на один квадратний кілометр. Расовий склад Чарльстона за даними перепису розподілився таким чином: 95,58 % білих, 0,07 % — чорних або афроамериканців, 0,64 % — корінних американців, 0,34 % — азіатів, 1,89 % — представників змішаних рас, 1,48 % — інших народів. Іспаномовні склали 2,06 % від усіх жителів міста.
З 1201 домашніх господарств в 31,7 % — виховували дітей віком до 18 років, 52,3 % представляли собою подружні пари, які спільно проживали, в 11,9 % сімей жінки проживали без чоловіків, 32,1 % не мали сімей. 29,2 % від загального числа сімей на момент перепису жили самостійно, при цьому 14,7 % склали самотні літні люди у віці 65 років та старше. Середній розмір домашнього господарства склав 2,40 особи, а середній розмір родини — 2,96 особи.
Населення міста за віковим діапазоном за даними перепису 2000 року розподілилося таким чином: 25,7 % — жителі молодше 18 років, 7,9 % — між 18 і 24 роками, 26,7 % — від 25 до 44 років, 20,4 % — від 45 до 64 років і 19,3 % — у віці 65 років та старше. Середній вік мешканця склав 38 років. На кожні 100 жінок в Чарлстоні припадало 92,3 чоловіків, у віці від 18 років та старше — 89,7 чоловіків також старше 18 років.
Середній дохід на одне домашнє господарство в місті склав 30 824 долара США, а середній дохід на одну сім'ю — 39 598 доларів. При цьому чоловіки мали середній дохід в 27 917 доларів США на рік проти 18 512 доларів середньорічного доходу у жінок. Дохід на душу населення в місті склав 14 912 доларів на рік. 8,6 % від усього числа сімей в окрузі і 14,4 % від усієї чисельності населення перебувало на момент перепису населення за межею бідності, при цьому 17,1 % з них були молодші 18 років і 16,6 % — у віці 65 років та старше.

## Відомі уродженці та жителі
- Дейл Бамперс — 38-й губернатор Арканзасу та колишній сенатор від штату Арканзас.